# Trier-Pfalzel
Pfalzel ist einer der 19 Ortsbezirke der Stadt Trier in Rheinland-Pfalz. Der Stadtteil liegt nordöstlich der Trierer Innenstadt direkt am linken Ufer der Mosel und hat etwa 3.408 Einwohner (Stand: 31. Dezember 2023).
Der Name „Pfalzel“ leitet sich vom lateinischen Wort palatiolum ab, was „kleine Pfalz“ bedeutet.

## Geographie

### Räumliche Lage
Pfalzel liegt im Nordosten der Stadt westlich der Mosel.
Ähnlich wie der gegenüberliegende Ortsbezirk Ruwer liegt Pfalzel im Hochwassergebiet der Mosel. Seit einigen Jahren schützt ein teilweise mobiler Hochwasserschutz zur schnellen Installation die Häuser an der Mosel bis zu einem Pegel von über elf Metern. Die massiven Schutztore am Moselradweg sind nicht zu übersehen.
Pfalzel bezeichnet das Messtischblatt Nr. 6206 (früher Nr. 3477) der topografischen Karte im Maßstab 1:25.000.

### Topographie
Der Steigenberg auf der Gemarkung von Pfalzel erreicht eine Höhe von 350 Metern. An seinem Nordostfuß entspringt der Wallenbach (Kyll).

### Benachbarte Stadtbezirke
- Biewer
- Ehrang/Quint
- Ruwer/Eitelsbach

## Geschichte

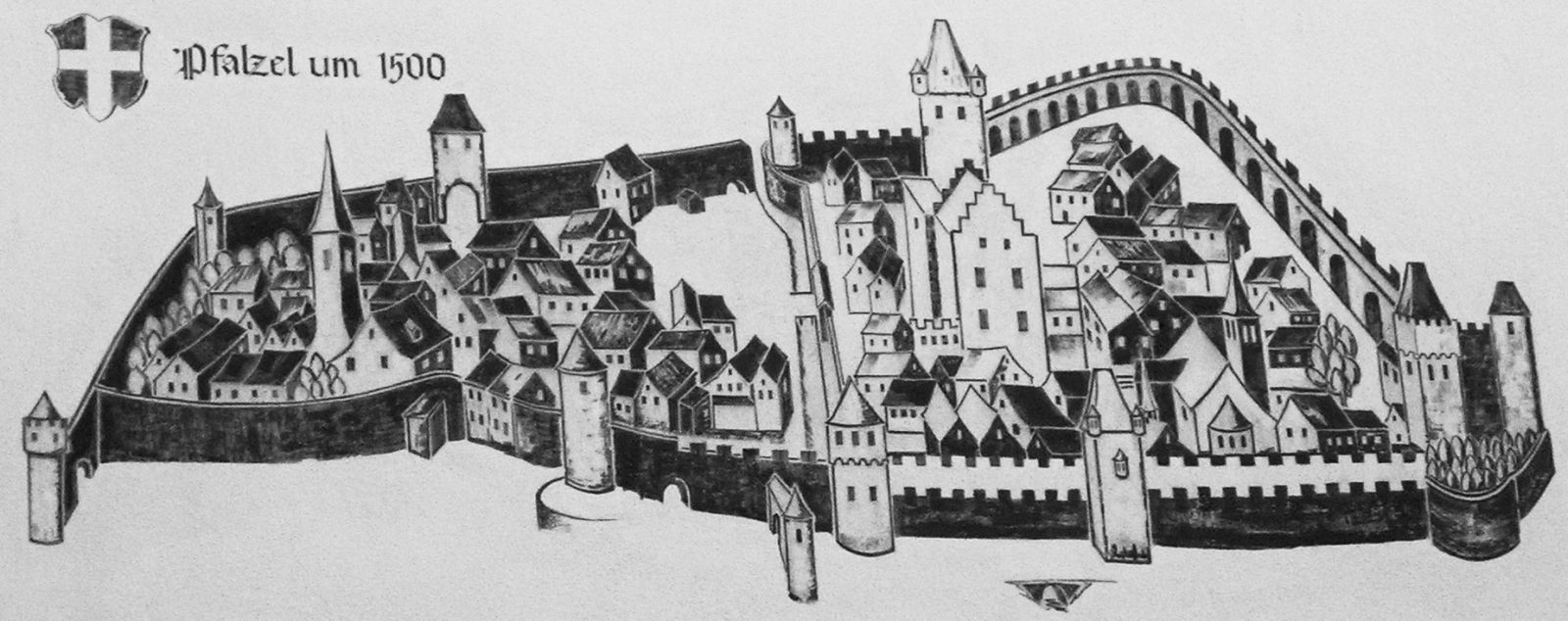
Pfalzel um 1500

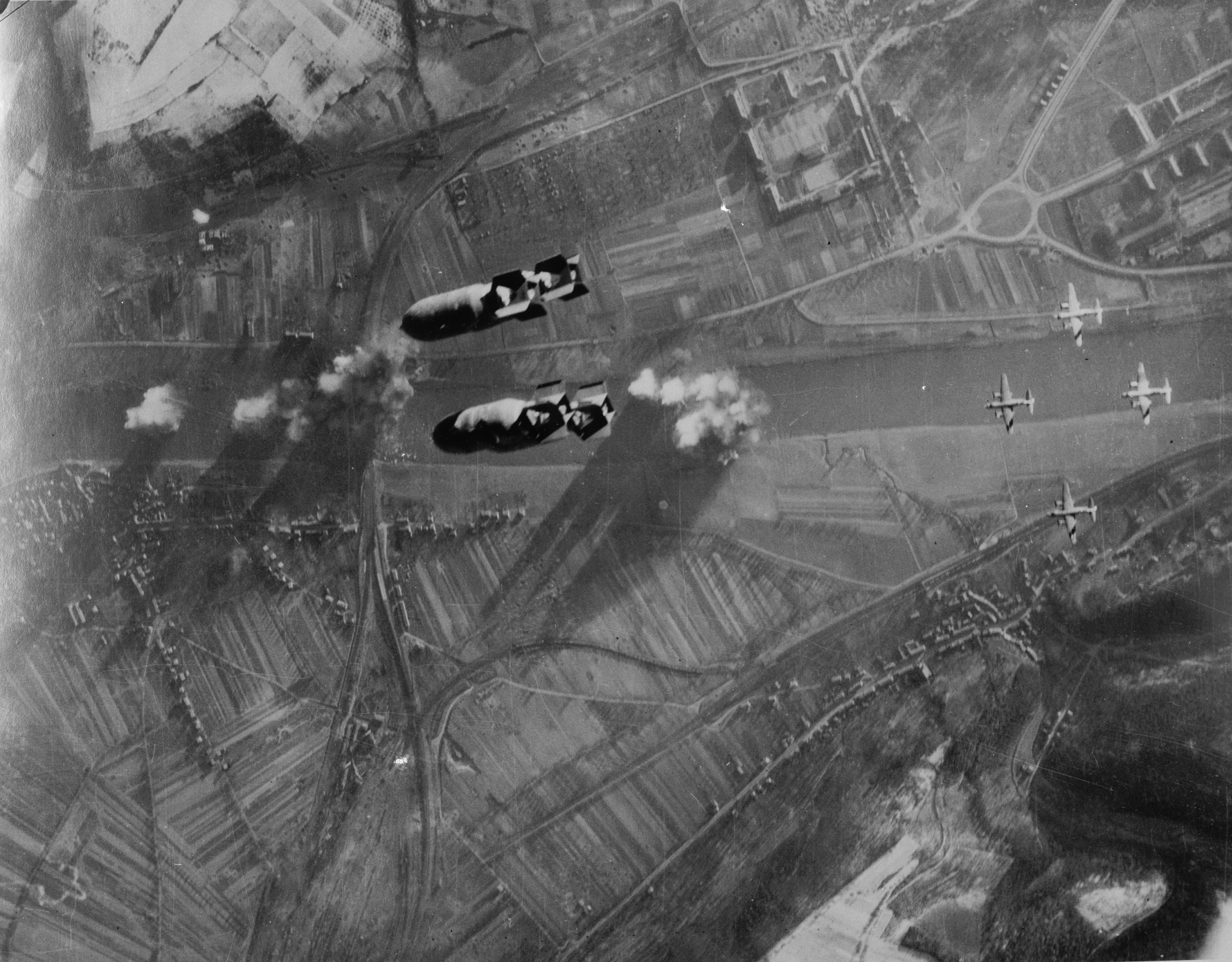
Am 24. Dezember 1944 greifen amerikanische B-26 die Pfalzeler Brücke an.

### Römische Zeit
Pfalzel war ursprünglich eine palastartige Burganlage aus dem 4. Jahrhundert. Der Name „Palatiolum“ deutet auf eine kleine kaiserliche Residenz hin, die sehr wahrscheinlich in engem Bezug zum kaiserlichen Hof in Trier stand. Die bis heute erhaltenen Mauern der Anlage reichen zum Teil bis ins zweite Obergeschoss. Um 350 n. Chr. wurde die Palastfestung aufgrund von Frankenüberfällen errichtet.

### Mittelalter
Im 7. Jahrhundert wurde in dem Gebäude ein Nonnenkloster gegründet, das 1027 nach dessen de facto Auflösung 1016/17 von Erzbischof Poppo von Babenberg, in ein Kanonikerstift umgewandelt wurde. Die südwestliche Hälfte des einstigen Palatiolums behielten sich die Trierer Erzbischöfe als Burganlage vor. Der Stiftsbering wurde mit Torhaus, Kreuzgang, Kapellen und Wirtschaftsgebäuden ergänzt. Burg und Stift wurden bis zum 16. Jahrhundert mit einer eindrucksvollen, bis heute erhaltenen Wallmauer umgrenzt und um Zehntscheune, ein kurtrierisches Amtshaus sowie Münzstätte und Mühle ergänzt.
Unter Erzbischof Albero von Montreuil (1131–1152) wurde mit der Errichtung einer Burganlage im Westteil des Palatiolums begonnen. Ein vorheriger Burgenbau ist durch die Schriftquellen nicht fassbar. Die Pfalzeler Burg diente den Trierer Erzbischöfen wiederholt als Ausweich- und „Gegenresidenz“, wenn es mit der Stadtgemeinde Triers zu Auseinandersetzungen kam.
Im Umfeld der Burg entwickelte sich eine zivile bäuerliche Ansiedlung, die, mit eigener Wehrmauer gesichert, im Jahr 1346 Stadtrecht erlangte. Während der Kriegszüge Ludwigs XIV., der 1673 Trier besetzte, wurden die Wehranlagen Pfalzels jedoch nach und nach geschleift.

### Kurtrierische und Französische Zeit
Das Amt Pfalzel umfasste in kurtrierischer Zeit 54 Ortschaften rund um Trier. In der französischen Zeit existierte der Kanton Pfalzel mit mehreren Mairien.

### Preußische Zeit und Eingemeindung
Ab 1815 gehörten unter anderem Biewer und Ehrang zur Bürgermeisterei Pfalzel. Biewer wurde 1930 abgetrennt und nach Trier eingemeindet, während Pfalzel zunächst selbständig blieb. Am 1. März 1968 kam es zur Vereinigung der beiden selbstständigen Gemeinden Ehrang/Quint und Pfalzel zu einer Großgemeinde. Am 7. Juni 1969 wurde die Gemeinde Ehrang-Pfalzel in die Stadt Trier eingegliedert.  Pfalzel und Ehrang/Quint sind seitdem Bezirke der Stadt Trier.

Historische Bilder
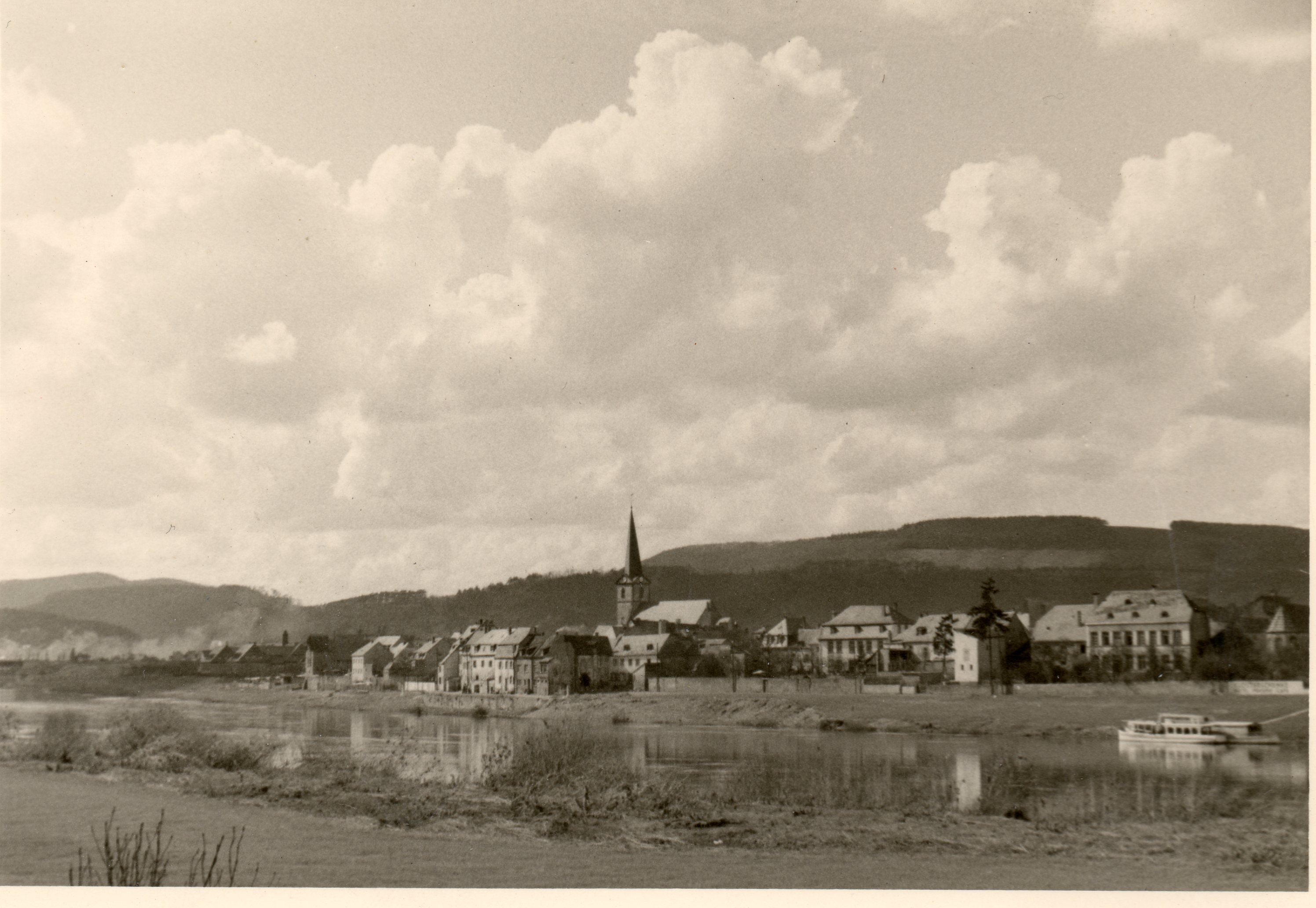
Pfalzel im Jahre 1956
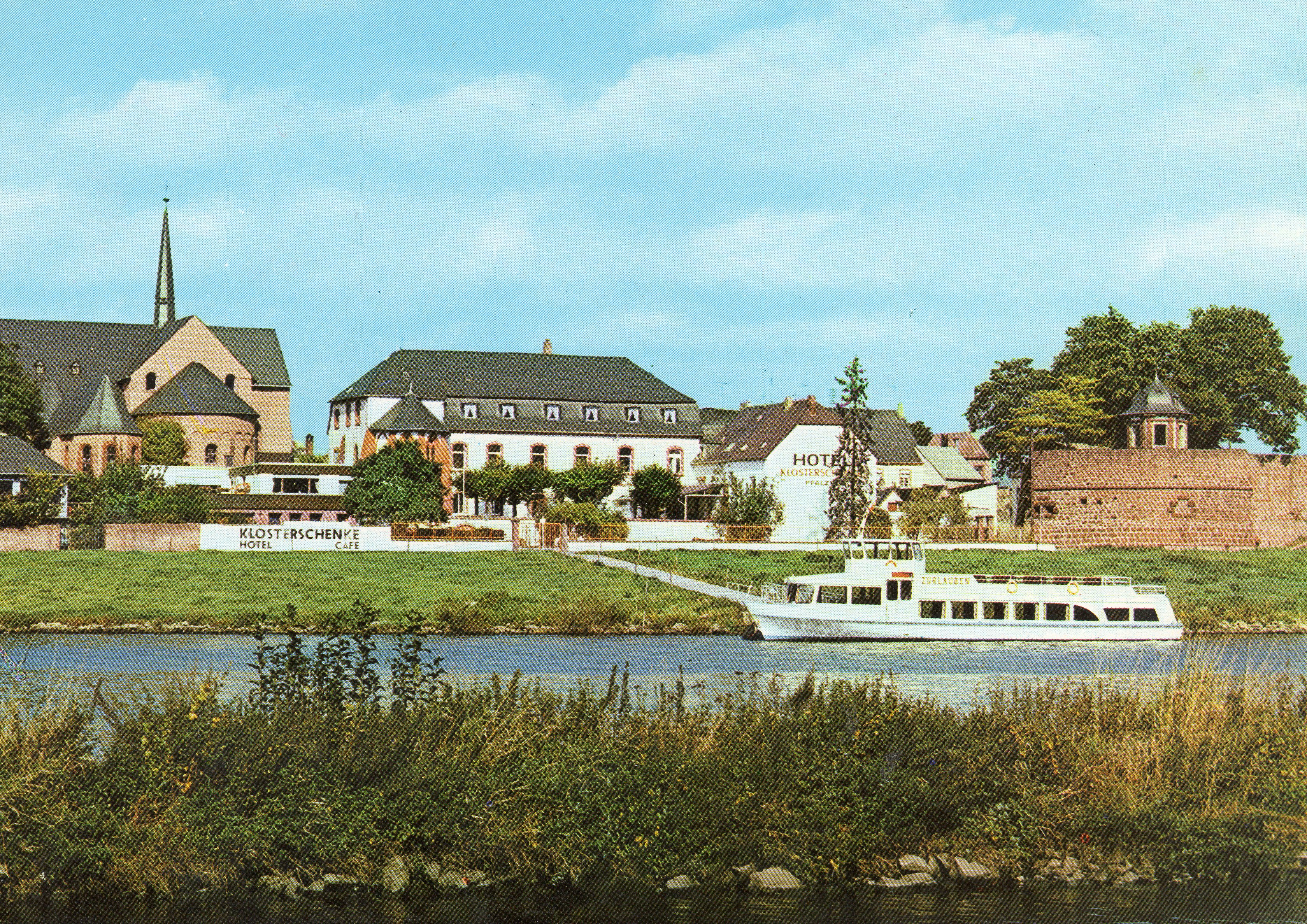
Pfalzel auf einer Ansichtskarte von 1976
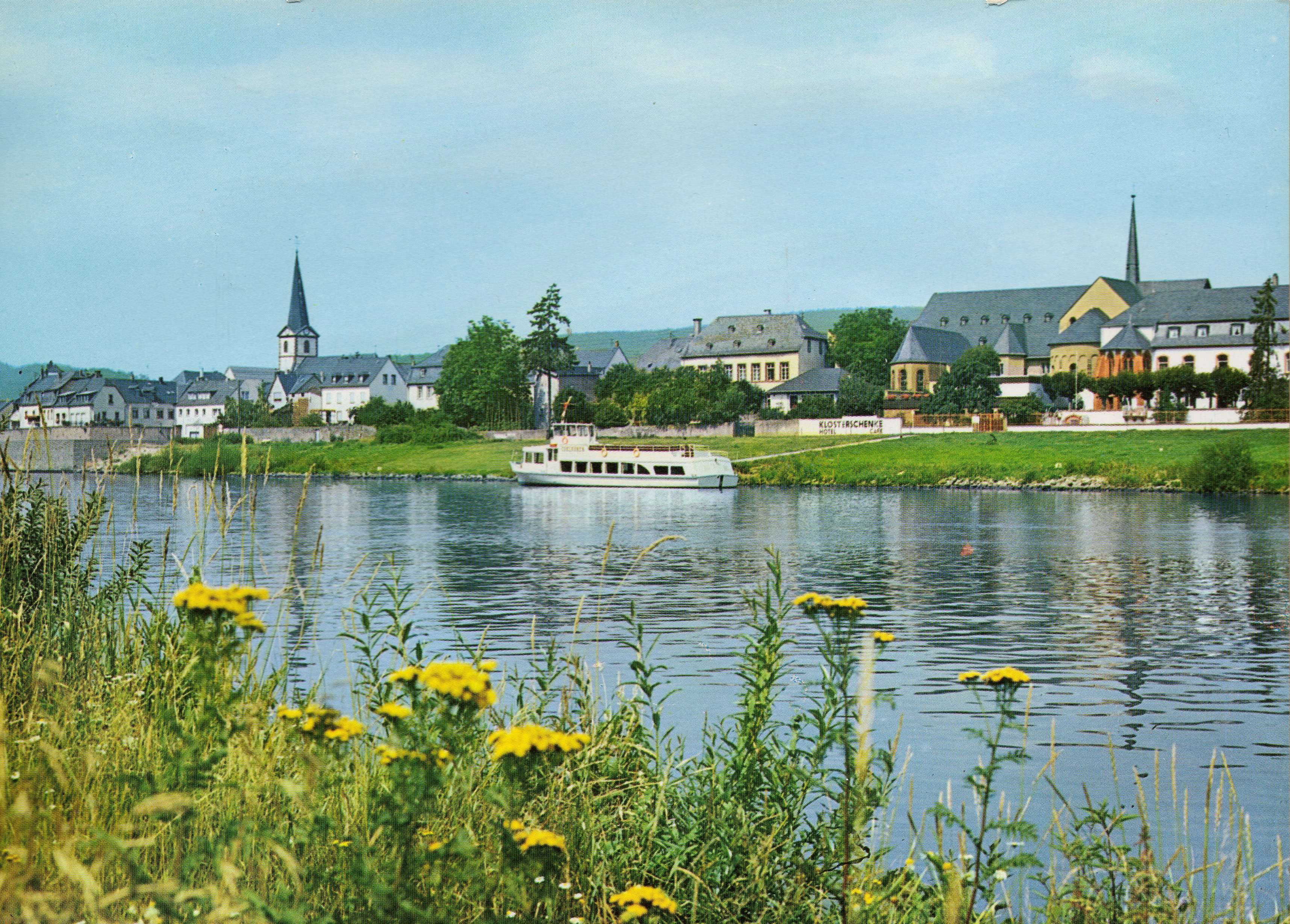
Pfalzel auf einer Ansichtskarte von 1976

## Politik
- Linke: 1
- SPD: 4
- CDU: 2
- UBT: 6

### Ortsbeirat
Für den Ortsteil Pfalzel wurde ein Ortsbezirk gebildet. Dem Ortsbeirat gehören 13 Beiratsmitglieder an, den Vorsitz im Ortsbeirat führt die direkt gewählte Ortsvorsteherin.
Nach den Kommunalwahlen am 9. Juni 2024 ist die Unabhängige Bürgervertretung Trier (UBT) weiterhin mit sechs Sitzen stärkste Kraft im Ortsbeirat. Die SPD folgt mit vier Sitzen und die CDU mit zwei. Als vierte Partei sind die Linken neu mit einem Sitz vertreten.
Für weitere Informationen und historische Daten siehe die Ergebnisse der Kommunalwahlen in Trier.

### Ortsvorsteher
Ortsvorsteherin von Pfalzel ist seit dem 15. Juli 2014 Margret Pfeiffer-Erdel (FWG, später UBT). Bei der Direktwahl am 26. Mai 2019 wurde sie mit einem Stimmenanteil von 76,27 % und bei der Direktwahl am 9. Juni 2024 als einzige Bewerberin mit 84,2 % jeweils für fünf weitere Jahre in ihrem Amt bestätigt.

## Sehenswürdigkeiten
Der Stadtteil hat zahlreiche historische Bauwerke:
- Die Stiftskirche über der Südostecke des Palatiolums. Um 700 durch Umgestaltung der Südostecke des römischen Palatiolums gewonnener, mehrfach erweiterter Kirchenbau auf kreuzförmigem Grundriss.
- Das angeblich älteste bewohnte Steinhaus Deutschlands, das sogenannte Küsterhaus am Kirchplatz, war vermutlich eine Stiftskurie. Die beiden Traufwände stehen in einer Flucht mit der ehemaligen Stiftskirche und verwenden (wie diese) bis ins zweite Obergeschoss das Mauerwerk des Nordflügels des römischen Palatiolums. Die nordwestliche Giebelwand ist, zusammen mit der anschließenden von Haus Nr. 1, eine römische Mauer; die zur Kirche gerichtete südöstliche Giebelwand wurde im Spätmittelalter errichtet. Die gesamte Giebelwand wurde bei der Erneuerung der Kirche Anfang der 1960er Jahre abgetragen und neu aufgerichtet. Im hohen Kellergeschoss befinden sich Reste einer römischen Badeanlage.
- Die Ringmauer ist die weitgehend erhaltene Stadtbefestigung um den erzbischöflichen Teil von Pfalzel. Sie wurde bis 1539 unter Einbeziehung eines mittelalterlichen Vorgängers des späten 14. Jahrhunderts errichtet, besonders der Artilleriewall mit sechs Rondellen. Die Wallmauer (Erdwall zwischen zwei Mauern) mit aus der Mauerflucht heraustretenden Bastionen wurde wohl durch Meister Peter (Erbauer des Roten Turms an der Kaiserstraße in Trier) errichtet. Die Festung wurde 1673/74 von den Franzosen unbrauchbar gemacht. Die Befestigung beginnt an der Mosel mit Bastion 1, zieht sich hinter den Häusern östlich und nördlich von Klosterstraße, Scholasterei und Golostraße entlang, verstärkt durch die Bastionen 2 bis 5, bis zur Endbastion 6 hinter Golostraße 3 und 5 bzw. Residenzstraße 25. Der Grabenbereich außen entlang der Wallmauer wird heute weitgehend von Gärten und vom Friedhof eingenommen. 1961 wurde ein Durchbruch zwischen Bastion 5 und 6 geschaffen, 1970–92 wurde die Anlage instand gesetzt.
- Reste der bischöflichen Burg (Torturm im westlichen Mauerzug der Befestigung)
- Ehemaliges kurtrierisches Amtshaus (16. Jh.)
- Ehemaliges Nonnenkloster, um 710 gegründet (später im 12. Jh. Kanonikerstift)
- Rosportsches Haus am Spielesplatz

Bildergalerie
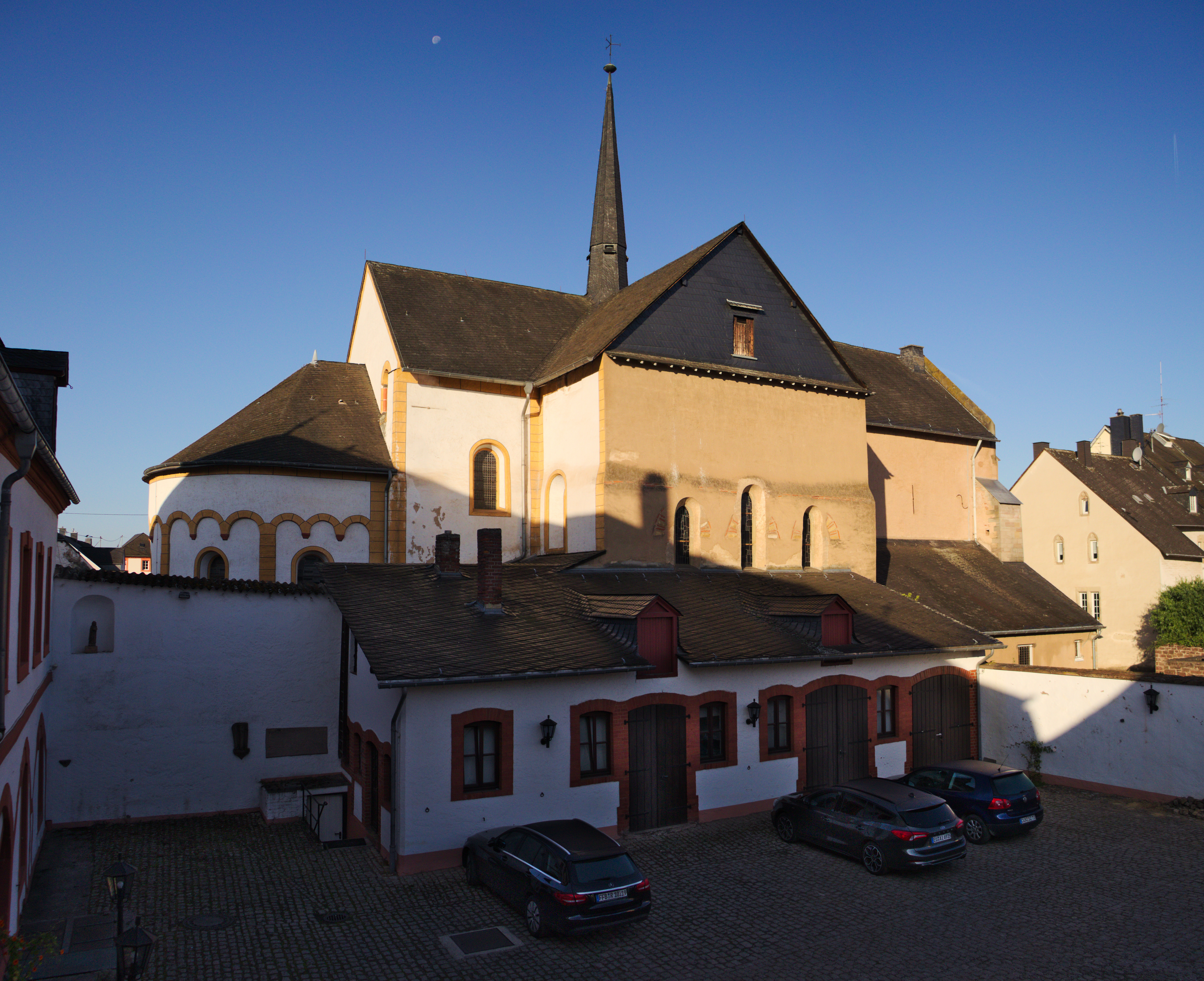
Stiftskirche
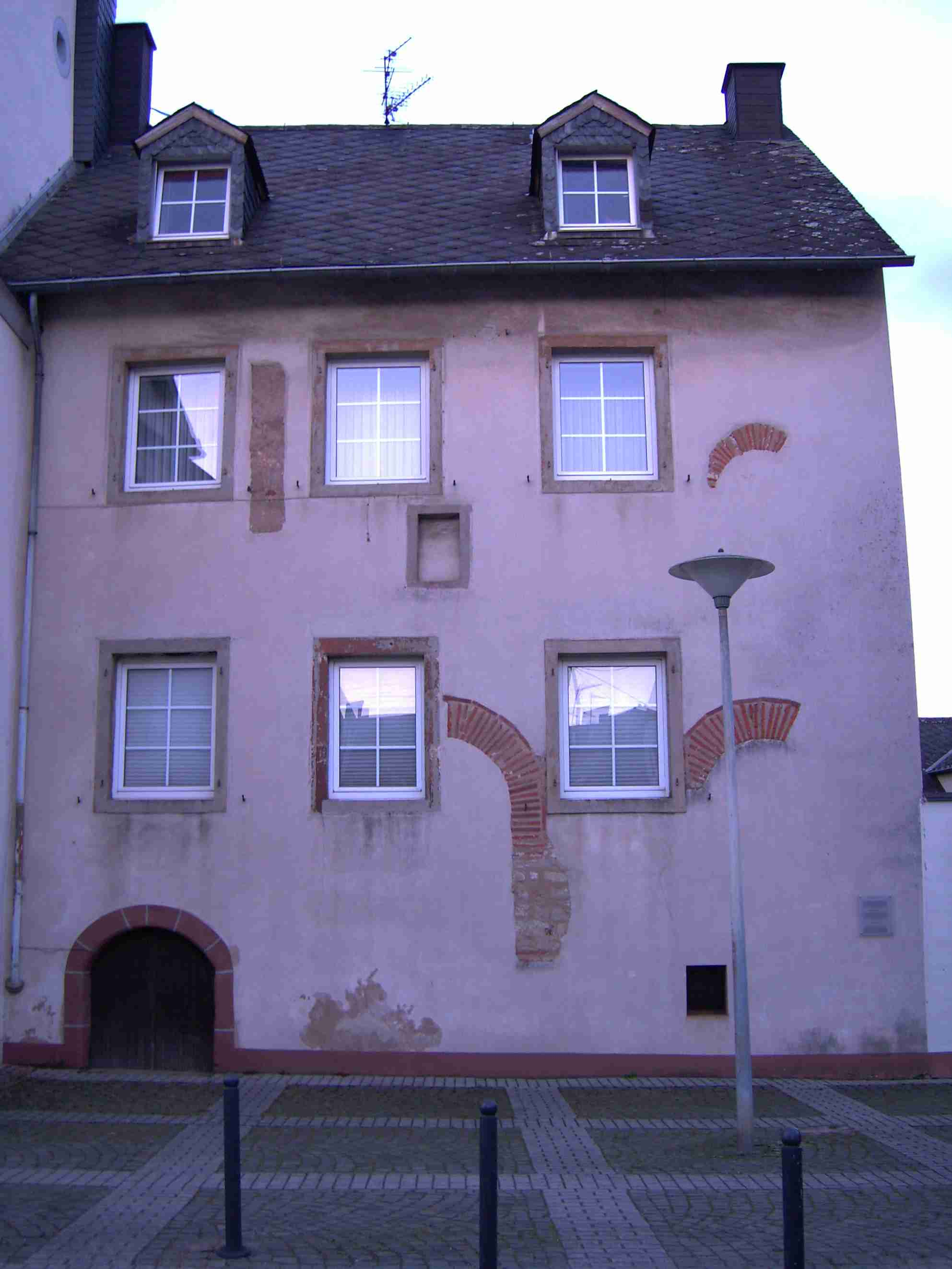
Küsterhaus am Kirchplatz
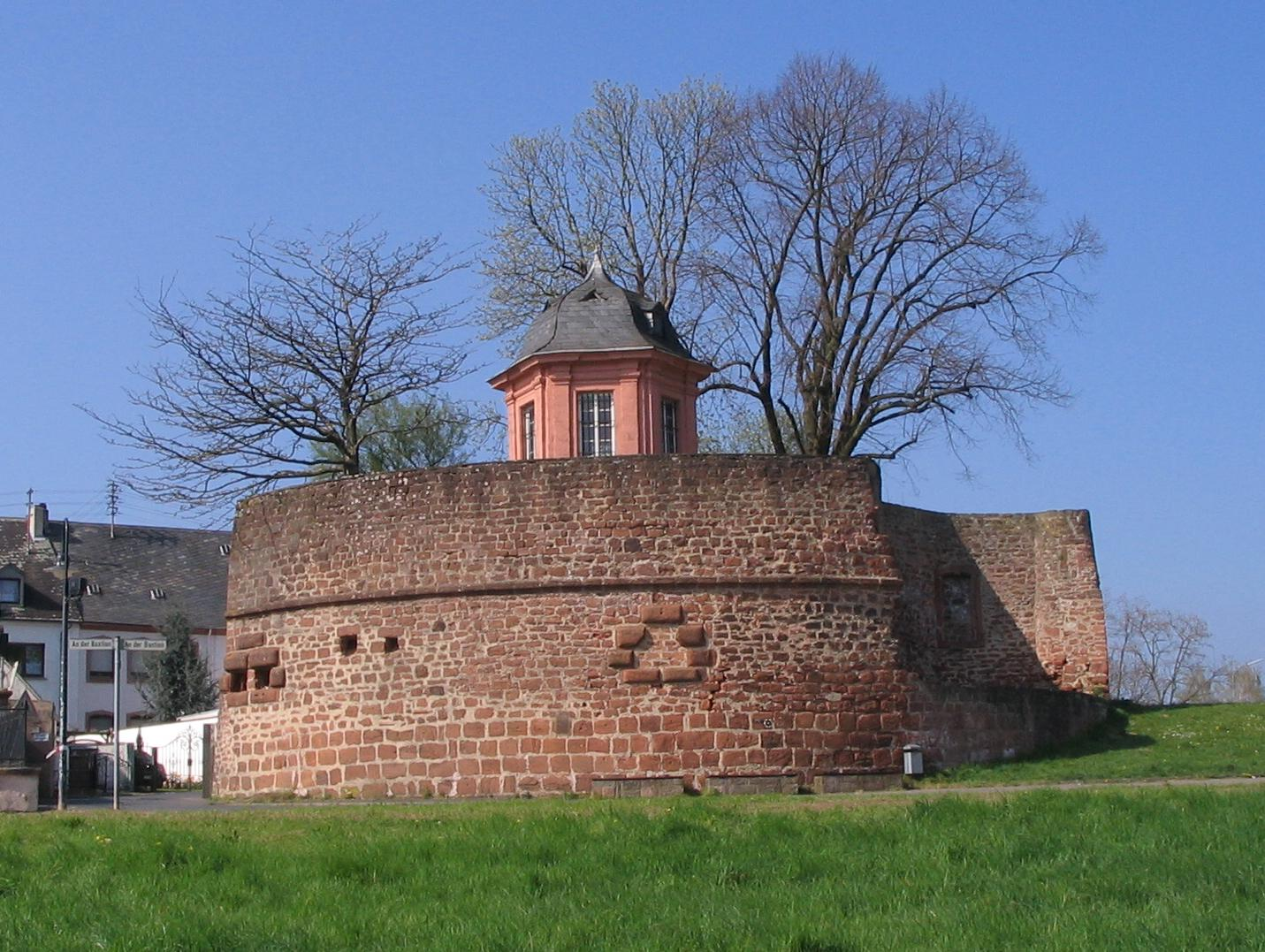
Wallmauer
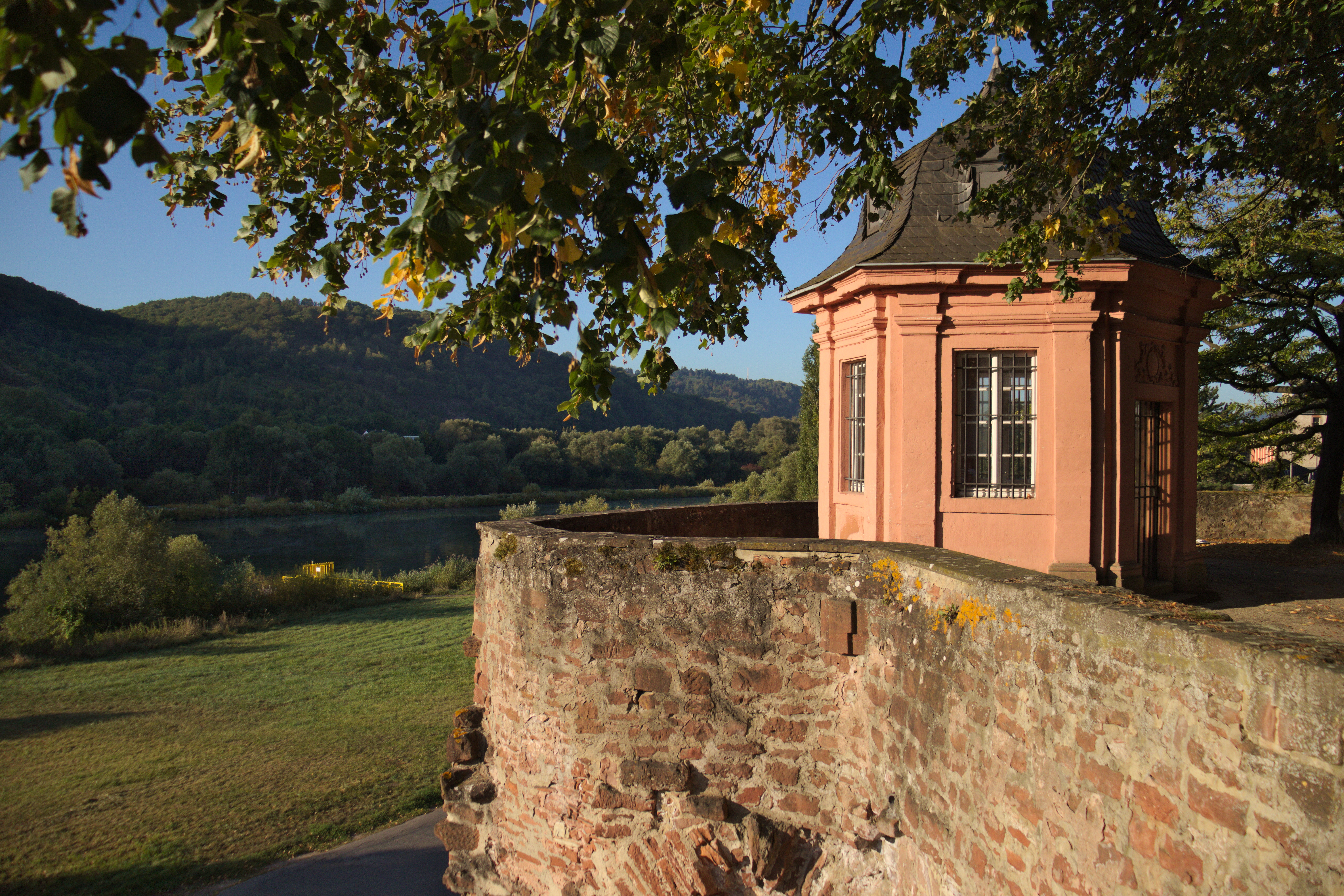
Wallmauer
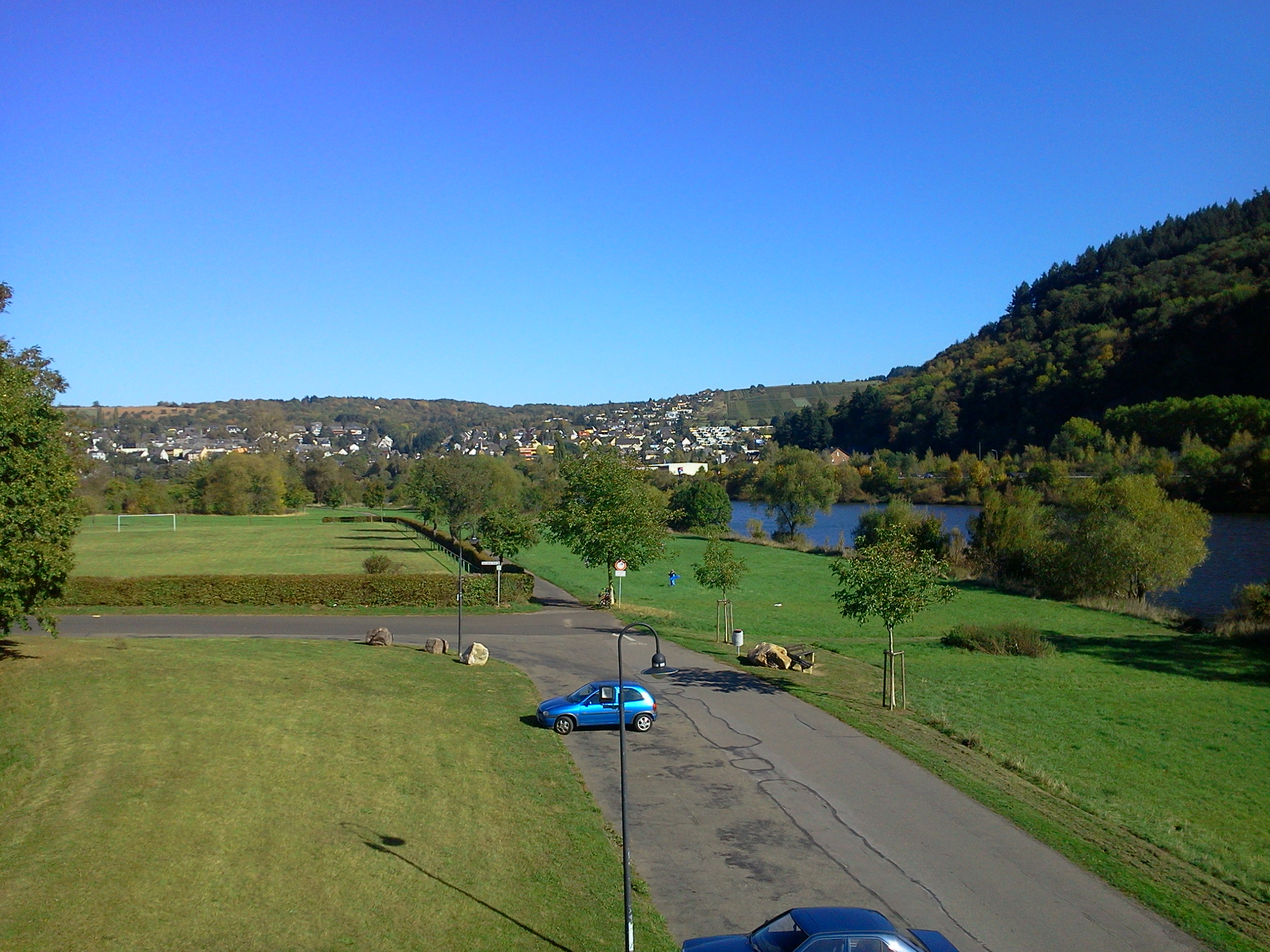
Ausblick von der Wallmauer
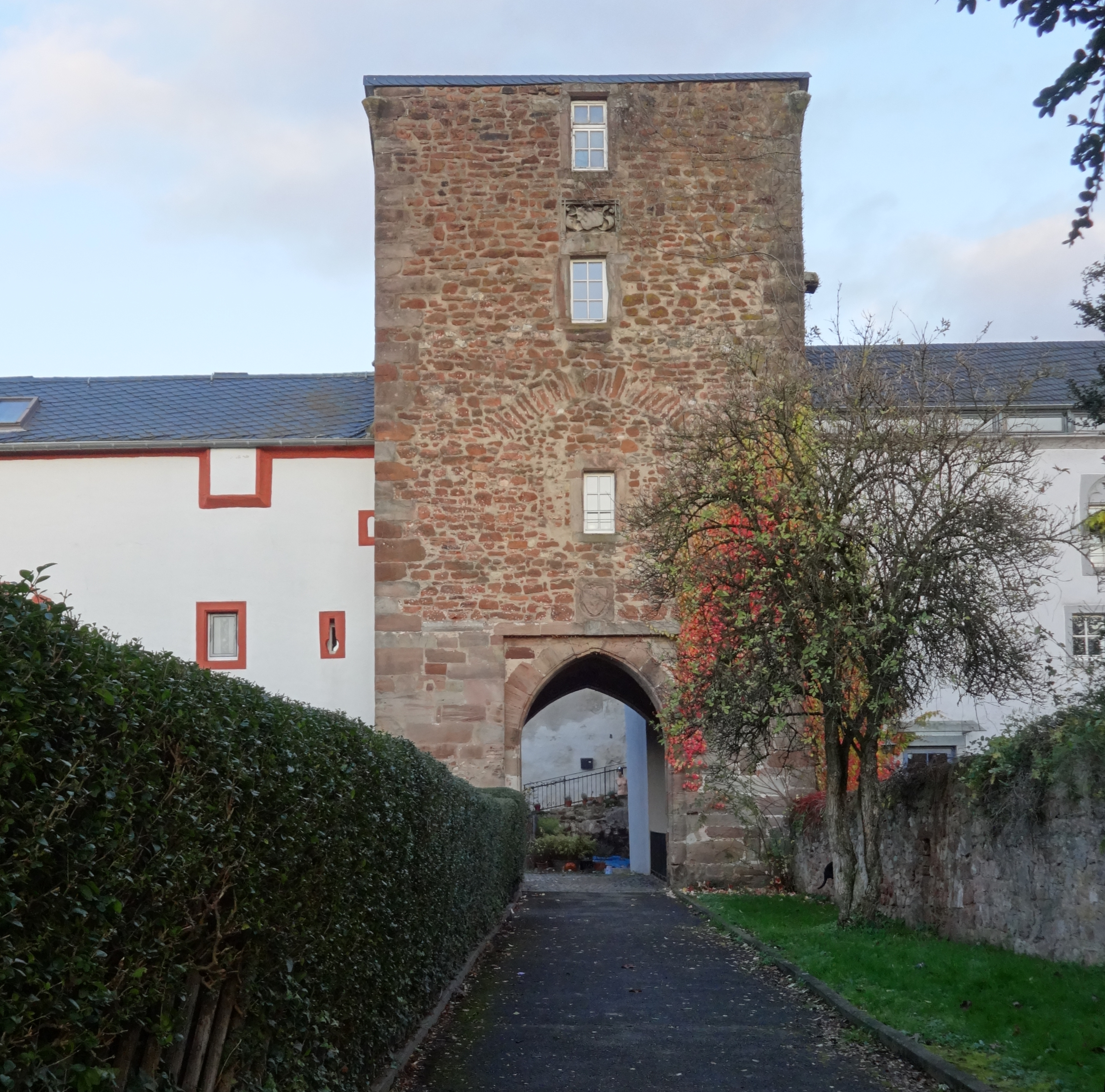
Torturm der bischöflichen Burg
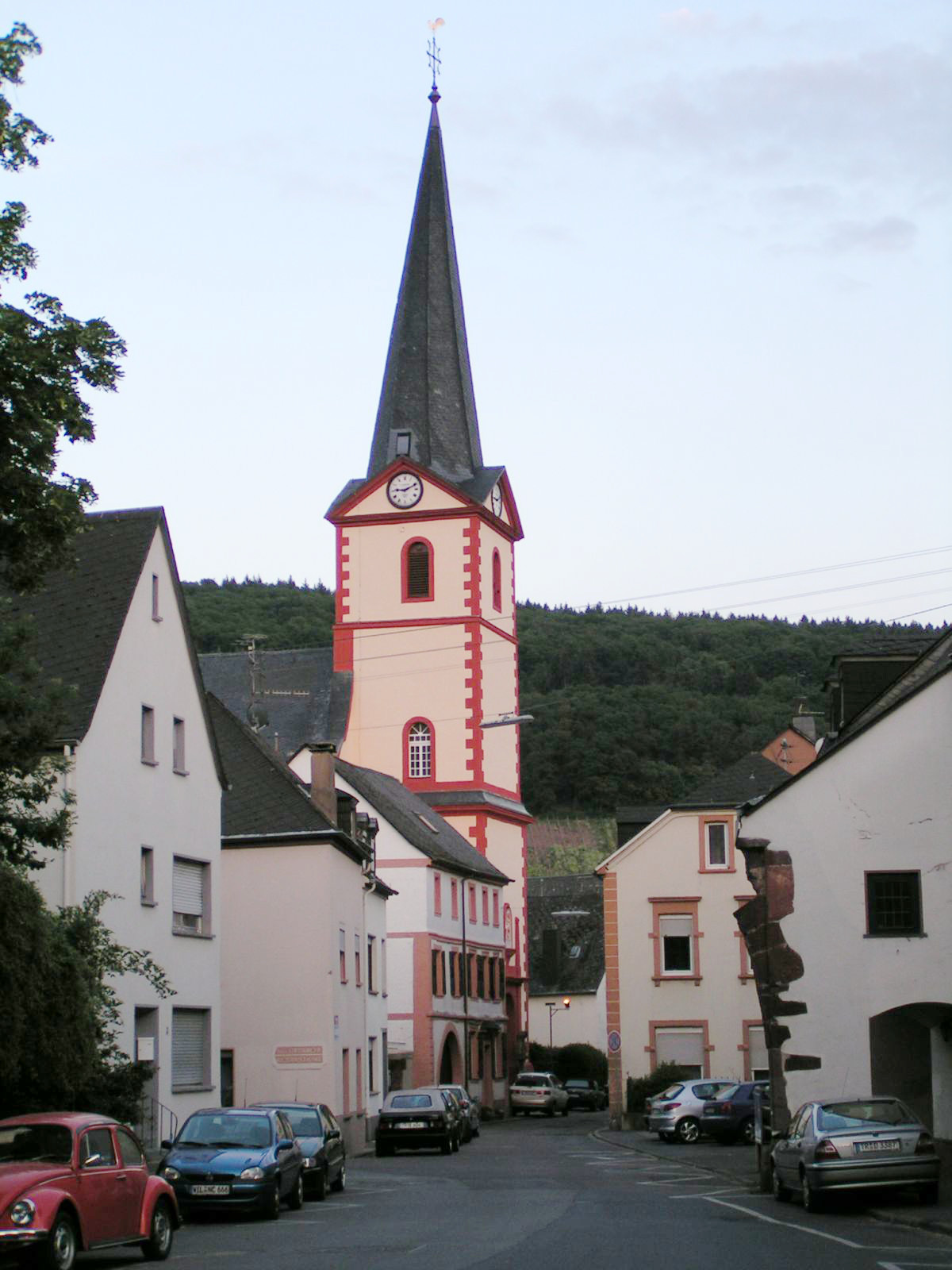
Kirche Sankt Martin
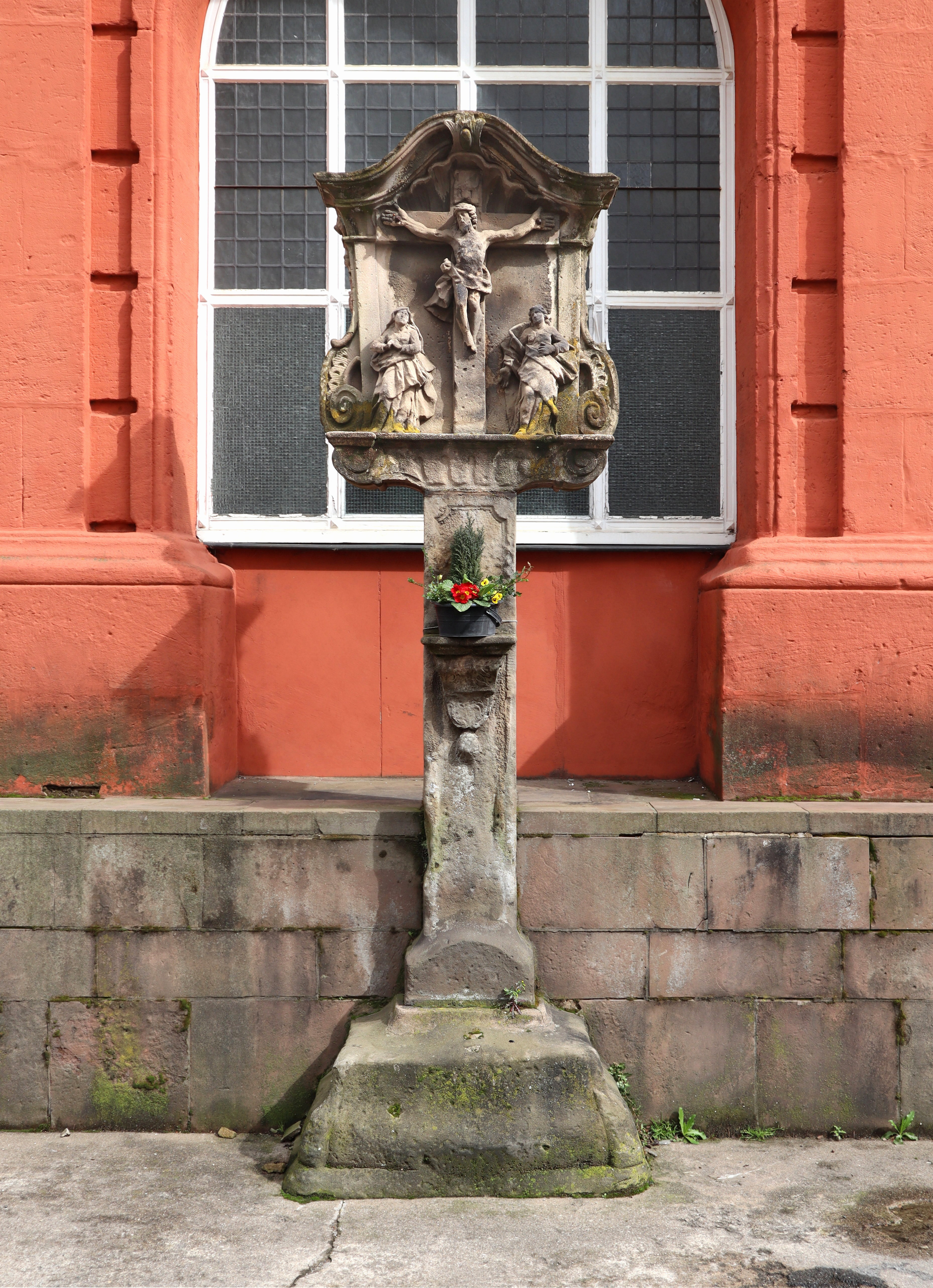
Kreuzigungsbildstock bei St. Martin
Pieta in der Marienkapelle

Pfalzel bewahrt in seinem Ortsgrundriss und im Baubestand alle Elemente, die die kontinuierliche Besiedlung seit der Spätantike und das Wachstum durch die Jahrhunderte erkennen lassen. Rund um die römische Palastanlage, die Stiftskirche und die bischöfliche Burg sind die Straßen und Gassen von Häusern gesäumt, die die Vielfalt der Baustile von der Renaissancezeit bis heute zeigen. Von den einst sechs mächtigen Bastionen der Wallmauer ist heute vor allem die Moselbastion noch sehr gut erhalten.

## Infrastruktur und Wirtschaft

### Verkehr
Für den gesamten Öffentlichen Personennahverkehr (ÖPNV) gilt der Tarif des Verkehrsverbunds Region Trier (VRT). Im Nahverkehr in Trier verbindet montags bis freitags die Buslinie 18 im 30-Minuten-Takt Pfalzel mit Trier, von wo man alle Haltepunkte und Ortschaften erreichen kann. Abends, in der Nacht und am Wochenende ersetzt die Buslinie 87 im dann stattfindenden Sternbusverkehr diese Verbindung. Die Fahrten finden ebenfalls halbstündlich statt, es werden dann aber nicht mehr alle Haltepunkte in Pfalzel angefahren. Zusätzlich ermöglicht die Linie im 3-Stunden-Takt eine direkte Verbindung über Ehrang/Quint nach Schweich. Beide Buslinien werden von den Stadtwerken Trier betrieben.
Autobahnanschlüsse zu den Bundesautobahnen A602, A64 sowie A1 befinden sich in unmittelbarer Nähe. Die Innenstadt von Trier ist mit dem Auto in etwa 15 Minuten zu erreichen. Seit April 2007 existiert mit der Eröffnung eines Neuabschnitts der Bundesstraße 53 eine Ortsumgehung der Stadtteile Biewer und Ehrang.
Der Bahnhof Pfalzel liegt an der Eifelbahn Richtung Gerolstein und der Moselstrecke nach Wittlich–Koblenz. Es verkehren folgende Linien des Schienenpersonennahverkehrs:
| Linie       | Linienverlauf | Taktfrequenz  |
| ----------- | --- | ------------- |
| RE 22 RB 22 | Eifel-Express: Köln Messe/Deutz – Köln Hbf – Köln West – Köln Süd – Erftstadt – Weilerswist – Euskirchen – Mechernich – Kall – Urft (Steinfeld) – Nettersheim – Blankenheim (Wald) – Schmidtheim – Dahlem (Eifel) – Jünkerath – Lissendorf – Oberbettingen-Hillesheim – Gerolstein (Gattungswechsel RE/RB) – Birresborn – Mürlenbach – Densborn – Usch/Zendscheid – St. Thomas – Kyllburg – Bitburg-Erdorf – Hüttingen – Philippsheim – Speicher – Auw an der Kyll – Daufenbach – Kordel – Ehrang – Pfalzel – Trier Hbf (aufgrund von Hochwasserschäden längerfristig im Schienenersatzverkehr zwischen Kall und Gerolstein) Stand: April 2023 | 60 min        |
| RB 81       | Moseltal-Bahn: Koblenz – Cochem – Bullay (DB) – Wittlich – Schweich – Pfalzel – Trier | 60 min        |
| RB 82       | Elbling-Express: (Wittlich – Pfalzel –) Trier – Konz Mitte – Wellen – Perl | einzelne Züge |
| RB 83       | De-Lux-Bahn: Wittlich – Pfalzel – Trier – Wasserbillig – Sandweiler-Contern – Luxemburg | 60 min Mo–Sa  |

Die nächsten Fernverkehrsanschlüsse befinden sich in Koblenz Hbf, Saarbrücken Hbf sowie Luxemburg.
Die Pfalzeler Eisenbahnbrücke über die Mosel ist verkehrstechnisch von großer Bedeutung, da über sie der gesamte Bahnverkehr zwischen Köln/Koblenz und Trier durchgeführt wird.

### Wirtschaft
- Pfalzel liegt in unmittelbarer Nähe zum Hafen der Stadt Trier, wo sich zahlreiche Unternehmen und die Industrie angesiedelt haben.
- Am Ortsrand von Pfalzel steht ein großes Werk der Firma Michelin.

### Schulen und Kindergärten
- Gregor-von-Pfalzel-Grundschule Trier (Pfalzgrafenstraße)
- Schulzentrum Mäusheckerweg (G8-Gymnasium und Realschule plus)
- Kindertagesstätte St. Adula (Hans-Adamy-Straße)

## Persönlichkeiten des Ortes
- Adula von Pfalzel (um 660–735), Klostergründerin
- Johannes von Paltz (um 1445–1511), Theologe und Prediger, geboren in Pfalzel
- Heinrich Oberhoffer (1824–1885), Komponist, Musikwissenschaftler, Instrumentalpädagoge, Kathedralorganist in Luxemburg, geboren in Pfalzel
- Wilhelm Backes (1921–1991), Landtagsabgeordneter der SPD, geboren in Pfalzel
- Günther Steines (1928–1982), Leichtathlet, geboren in Pfalzel
- Bert Steines (1929–1998), Leichtathlet, geboren in Pfalzel
- Bernhard Kaster (* 1957), Politiker der CDU